# Maktab al-Khidamat
Il Maktab al-Khidamat al-Mujahidin al-ʿArab (in arabo  مكتب خدمات المجاهدين العرب‎?), o semplicemente Maktab al-Khidamat (MAK), è stato fondato nel 1984 da ʿAbd Allāh Yūsuf al-ʿAzzām e Osama bin Laden per raccogliere fondi e reclutare mujahidin stranieri nella guerra contro l'Unione Sovietica in Afghanistan. Il MAK è stato il precursore di al-Qāʿida e contribuì in concreto a creare la rete di raccolta fondi e di reclutamento che sostenne al-Qāʿida negli anni 90.
Durante l'invasione sovietica dell'Afghanistan, il MAK svolse un ruolo marginale, addestrando un ristretto gruppo di un centinaio di mujahidin per la guerra e distribuendo circa 2 milioni di dollari in donazioni da musulmani raccolte attraverso un network globale di uffici in paesi islamici e occidentali, inclusi presumibilmente trenta uffici negli Stati Uniti. Il MAK mantenne stretti rapporti con l'Inter-Services Intelligence del Pakistan, tramite cui la CIA trasmise denaro ai mujahidin afghani, seppure mai direttamente al MAK o a volontari mujahidin di altri paesi.
Alla fine della guerra, tra al-ʿAzzām e la Jihad islamica egiziana (JIE) guidata Ayman al-Zawahiri emersero divergenze a proposito della direzione futura del MAK. Azzam intendeva utilizzare i fondi raccolti e la rete da esso creata per appoggiare un governo islamico nell'Afghanistan del dopoguerra e si oppose a una fitna tra musulmani, osteggiando attacchi contro governi di nazioni musulmane. Al-Zawāhirī voleva invece usare le risorse del MAK per sostenere una Jihād globale e rovesciare i governi di nazioni musulmane considerati anti-islamici. Nonostante Bin Laden, il più importante finanziatore del MAK, rimase vicino ad al-ʿAzzām, egli subiva profondamente l'influenza di al-Zawāhirī. Il 24 novembre del 1989, al-ʿAzzām fu ucciso, da attentatori sconosciuti, nell'esplosione di tre mine; la JIE e la CIA furono sospettate. al-ʿAzzām e i suoi tre figli furono uccisi nell'attentato mentre erano diretti alla loro moschea per le preghiere della sera. In seguito alla morte di Azzam, bin Laden assunse il controllo del MAK e l'organizzazione fu assorbita da al-Qāʿida.

## Le connessioni del MAK negli Stati Uniti
Il MAK stabilì sedi di reclutamento e raccolta fondi in molte nazioni occidentali, tra cui gli Stati Uniti furono una delle principali fonti di finanziamento. Le prime sedi negli Stati Uniti furono fondate all'interno dell'Al Kifah Refugee Center che, malgrado il nome, si spacciava per un istituto di beneficenza a Brooklyn, e al Centro Islamico di Tucson, in Arizona. Nei suoi tour per la raccolta di fondi, lo sceicco ʿAbd Allāh al-ʿAzzām visitò le moschee di "Brooklyn, St. Louis, Kansas City, Seattle, Sacramento, Los Angeles e San Diego - inoltre, 33 città americane aprirono filiali dell'organizzazione di Bin Laden e al-ʿAzzām per sostenere il jihād.
L'Al Kifah Centre di Brooklyn fu originariamente guidato da Mustafa Shalabi, uno stretto associato del cofondatore del MAK, ʿAbd Allāh al-ʿAzzām. Nel febbraio del 1991, Shalabi fu trovato ucciso nel suo appartamento di New York.
Si crede che, come al-ʿAzzām, anche Shalabi fosse coinvolto in una lotta di potere con i sostenitori di Bin Laden, principalmente con ʿOmar ʿAbd al-Rahmān (lo sceicco cieco) e i suoi seguaci della moschea al-Fārūq. Nel 1995 ʿAbd al-Rahmān fu condannato per aver preso parte a un complotto, conosciuto come il ‘Day of Terror Plot’, con lo scopo di piazzare bombe in diversi punti focali della città di New York. Si ritiene anche che egli fosse direttamente coinvolto nell'attentato al World Trade Center del 1993.
Le successive indagini dell'FBI nella moschea di al-Fārūq e nell'Al Kifah Refugee Centre smantellarono definitivamente l'ufficio newyorkese del MAK.